# Szwajcarska Partia Ludowa
Szwajcarska Partia Ludowa, znana także jako Demokratyczna Unia Centrum (niem. Schweizerische Volkspartei, SVP; fr. Union Démocratique du Centre, UDC; wł. Unione Democratica di Centro, UDC; retorom. Partida Populara Svizra) jest szwajcarską partią prawicową. SVP jest silna na niemieckojęzycznych terenach Szwajcarii, a po wyborach parlamentarnych w 2015 roku jest najsilniejszą partią polityczną w izbie niższej parlamentu (posiada 65 na 200 miejsc). Jej przewodniczącym od 23 kwietnia 2016 jest Albert Rösti. Ugrupowanie tworzy koalicję rządową i posiada dwóch swoich ministrów w Radzie Federalnej; są nimi: Guy Parmelin i Ueli Maurer.

## Historia
Korzenie partii sięgają 1917 roku, kiedy to powstała w Zurychu Partia Rolników. W krótkim czasie utworzono podobne partie w innych kantonach. Stworzyły one luźną federację, ale silną na tyle, żeby w 1929 roku jeden z jej liderów, Rudolf Minger znalazł się w rządzie. Formalnie partia powstała w 1936 r., jako Partia Rolników, Kupców i Niezależnych. W 1971 r. połączyła siły z Partiami Demokratycznymi z kantonów Glarus i Gryzonia, tworząc SVP.

## Ideologia
Partia przeciwstawia się członkostwu Szwajcarii w organizacjach międzynarodowych, takich jak Unia Europejska i ONZ, jak również złagodzeniu prawa imigracyjnego, azylowego i kodeksu karnego. Ma oblicze narodowo-konserwatywne, eurosceptyczne i izolacjonistyczne. W kwestiach ekonomicznych jest liberalna gospodarczo. SVP popiera m.in. możliwość posiadania broni, neutralność państwa oraz armię jako narodową milicję. W szeregach SVP można znaleźć frakcję centrystyczno-agrarną oraz członków o bardziej nacjonalistycznych poglądach.
Pomimo udziału w każdym rządzie, SVP od 1980 do 2003 roku była de facto partią opozycyjną.